# Rien Verburg
Marinus Cornelis (Rien) Verburg (Middelburg, 26 november 1920 - Middelburg, 13 januari 2009) was een Nederlandse politicus voor de Partij van de Arbeid (PvdA).
Verburg was een econoom en planoloog uit Middelburg, die ruim acht jaar Eerste Kamerlid was voor de PvdA. In de kamer was hij woordvoerder voor economische zaken en landbouw en visserij. In het dagelijks leven was hij directeur van het Economisch Technologisch Instituut voor Zeeland. Hij schreef in de jaren zestig rapporten over de ontwikkeling van Zeeland en over regionaal economisch beleid in Europa. Verburg was actief in diverse organisaties en het bedrijfsleven in Zeeland. Als Kamerlid was hij woordvoerder economische zaken en voorzitter van de vaste commissie voor Economische Zaken. In de periode 1977-1990 was Verburg lid van de Raad van State. Hij promoveerde in 1996 op 75-jarige leeftijd op het gebied van de economische wetenschappen aan de Universiteit van Amsterdam.
- Biografisch Portaal: 85221382
- International Standard Name Identifier: 0000 0000 3482 5845
- Library of Congress Control Number: n98018204
- Nederlandse Thesaurus van Auteursnamen: 067581013
- Parlement.com: vg09llgty0t2
- Système universitaire de documentation: 165271752
- Virtual International Authority File: 9156784
- WorldCat: E39PBJcWtBBdJV3KqWrXWCxdQq